# Walter Battiss

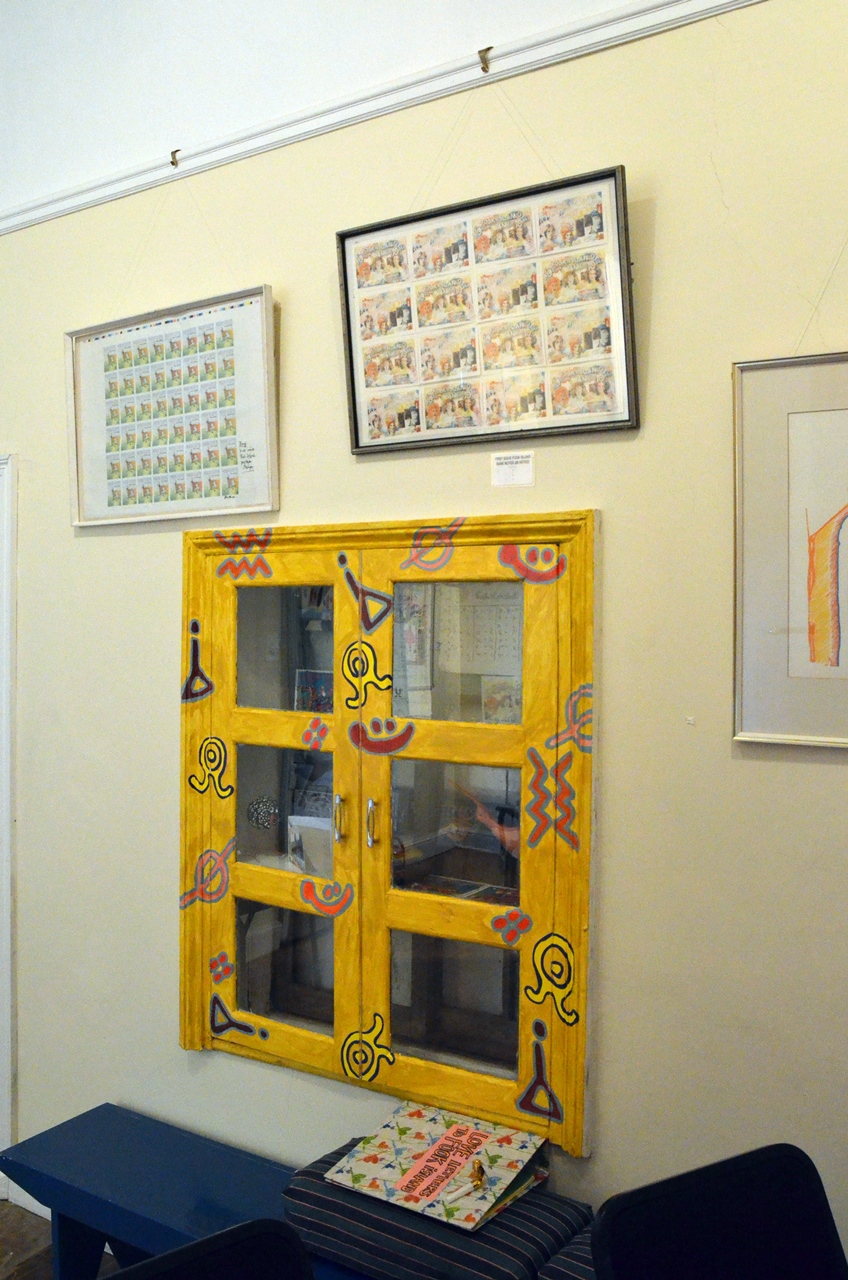
Walter Battiss Art Museum, Somerset East. Ausstellungsraum

Walter Whall Battiss (* 6. Januar 1906 in Somerset East in der Karoo; † 20. August 1982 in Port Shepstone) war ein südafrikanischer Maler und Buchautor, der auch als Schöpfer des Konzepts „Fook Island“ bekannt ist.

## Leben

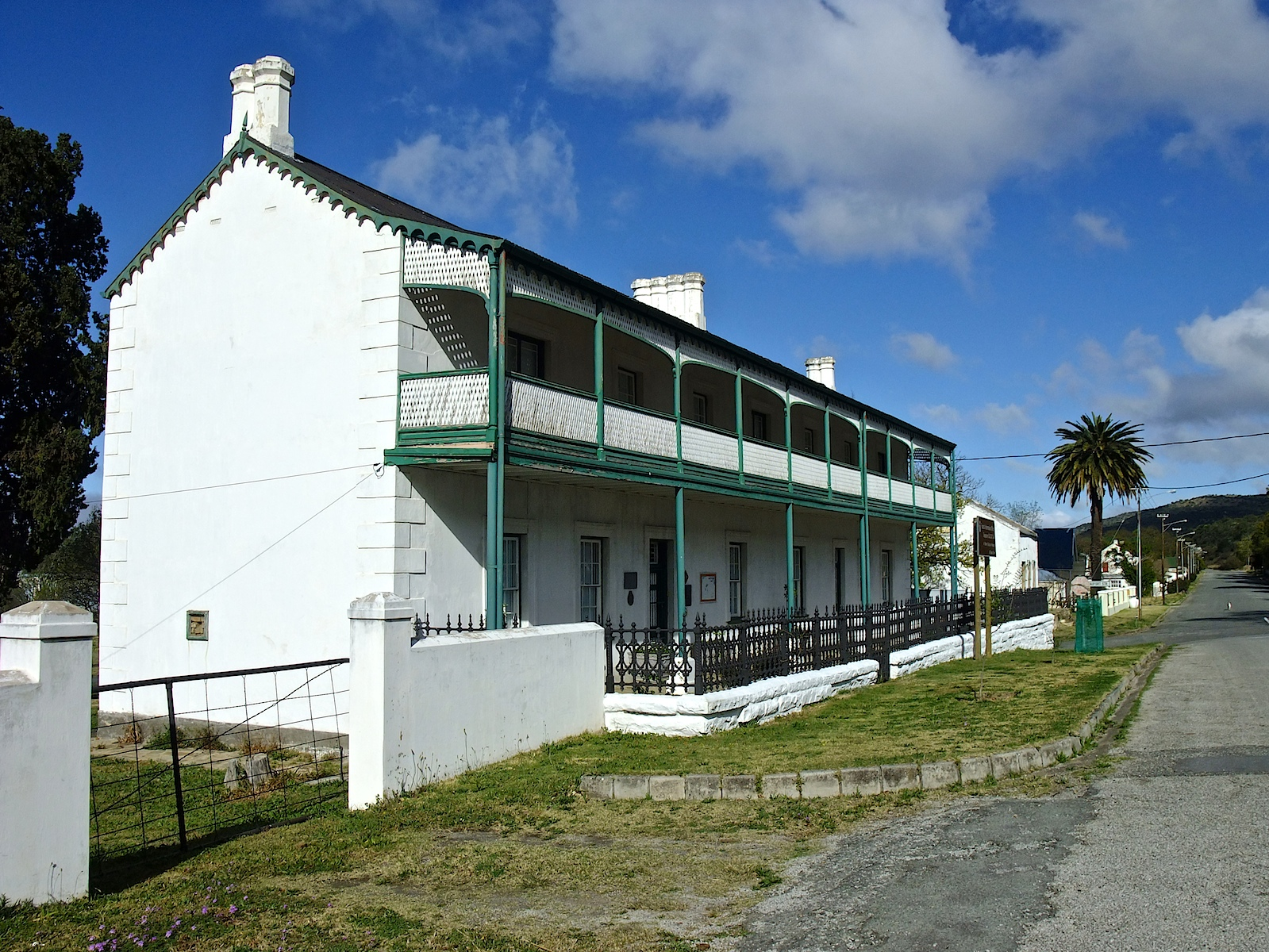
Walter Battiss Art Museum

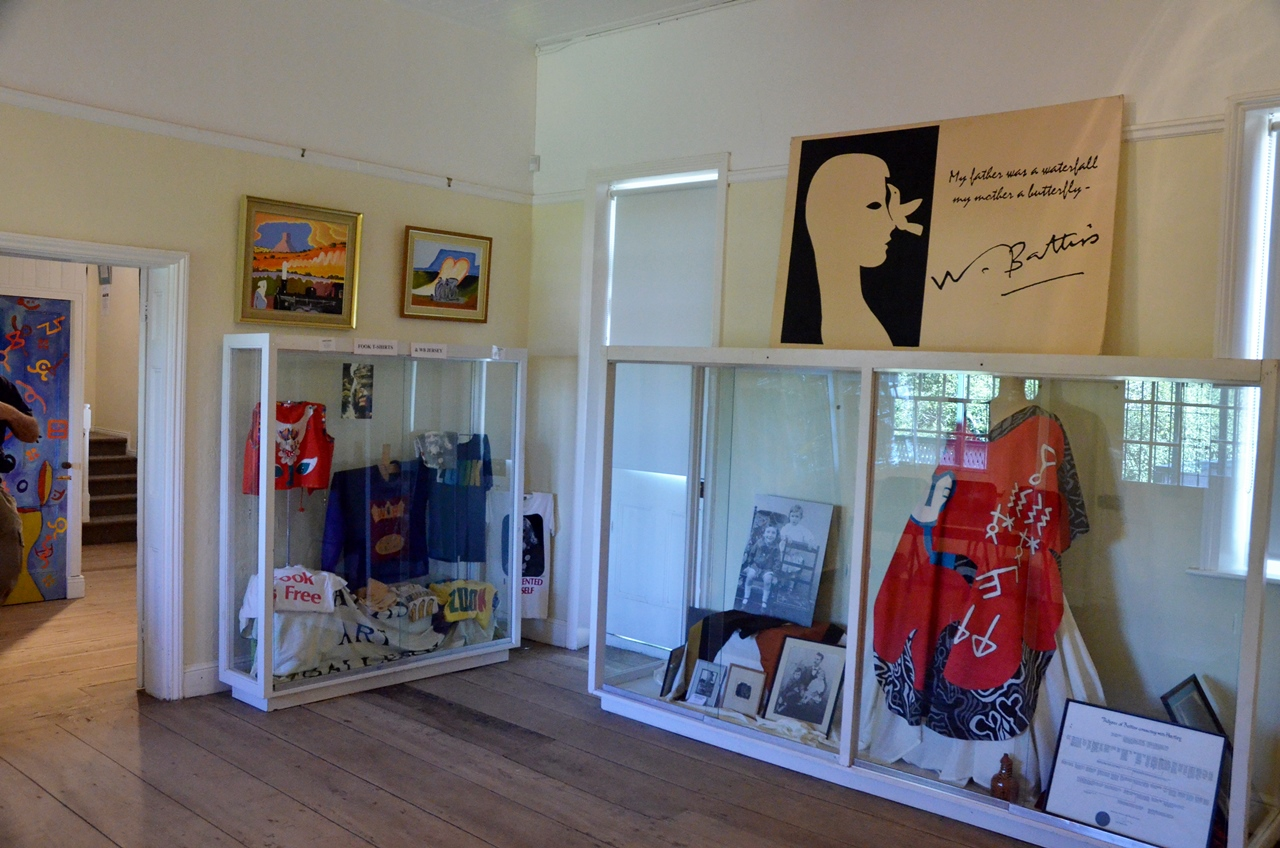
Walter Battiss Art Museum. Ausstellungsraum

Walter Battiss wurde in Somerset East in der Landschaft Karoo geboren. Sein Interesse an Archäologie und Felsmalerei begann, als seine Familie 1917 nach Koffiefontein zog, und blieb sein ganzes Leben lang einer seiner wichtigsten Einflüsse. 1919 zog die Familie Battiss nach Fauresmith, wo Walter die Schule besuchte und 1923 sein Abitur ablegte. Im Jahr 1924 nahm er eine Stelle als Gerichtsschreiber am Bezirksgericht von Rustenburg an. In seiner Freizeit widmete er sich der Malerei. Nachdem er 1933 sein Lehrerdiplom erhalten hatte, begann er an der Park School in Turffontein, Johannesburg, zu arbeiten. 1936 wurde er als Kunstlehrer an die Pretoria Boys School berufen. Dort arbeitete er – mit sporadischen Unterbrechungen – die nächsten 30 Jahre und begann sich intensiver mit Felsmalerei zu beschäftigen.
Walter Battiss war Gründungsmitglied der Künstlergruppe New Group und Pionier in der ästhetischen Interpretation südafrikanischer Felsmalerei. 1938 reiste er zum ersten Mal nach Europa, wo er Abbé Henri Breuil traf und 1939 sein erstes Buch The Amazing Bushmen veröffentlichte. 1940 heiratete er die Kunstlehrerin Grace Anderson und seine Kunst entwickelte sich zunehmend in eine hieratische und symbolische Richtung.
1944 präsentierte Walter Battiss eine Ausstellung über Felsmalerei, in der er als erster südafrikanischer Künstler die Felsmalerei unter rein ästhetischen Gesichtspunkten darstellte. 1948 lebte er einige Zeit bei den San (Buschmännern) in der Namib-Wüste und gewann bei der Internationalen Olympischen Ausstellung eine Bronzemedaille für seine Malereien und Holzschnitte. In den 1950er und 1960er Jahren erhielt er zahlreiche Auszeichnungen für sein Werk. 1952 wurde er Direktor des Pretoria Art Centre. 1954 wurde er in den Vorstand der International Association of Plastic Arts gewählt und begann mit Siebdrucken zu experimentieren.
In den späten 1950er Jahren integrierte Walter Battiss kalligraphische Elemente sowie Tier- und Menschenabstraktionen in seine Kunst, die von den Perlenarbeiten der Ndebele beeinflusst war. In den frühen 1960er Jahren arbeitete er verstärkt mit dem Palettenmesser und Sgraffito-Techniken. Seine wachsende Faszination für prähistorische Kulturen führte ihn nach Zentralafrika und in den Nahen Osten. Nach seiner Tätigkeit als Professor für Bildende Kunst an der Rhodes University kehrte er an die Pretoria Boys High School zurück.
1964 erhielt Walter Battiss die Ehrenmedaille der Südafrikanischen Akademie und wurde im folgenden Jahr Professor für Bildende Kunst an der Universität von Südafrika (UNISA). Ebenfalls 1965 wurde er Ehrenmitglied der Akademie in Florenz und gründete die Kunstzeitschrift De Arte, die von der UNISA herausgegeben wurde.
Von 1966 bis 1968 unternahm Walter Battiss mehrere Reisen nach Griechenland, die seine weitere künstlerische Entwicklung stark beeinflussten. Er veröffentlichte das Buch Nesos mit eigenen Texten und Siebdrucken. 1969 arbeitete er in London mit Chris Betambeau an Serigraphien und organisierte 1970 die erste südafrikanische Serigraphie-Ausstellung. 1971 wurde er als Professor emeritiert und De Arte widmete ihm eine Sonderausgabe. 1972 besuchte er die Seychellen, deren natürliche Schönheit und Einfachheit ihn tief beeindruckten. Nach dem Tod seiner Frau 1975 und mehreren Reisen zu den pazifischen Inseln entstand das "Fook Island Project", das eine Fantasiewährung, Briefmarken und eine eigene „Fooklore“ umfasste. 1980 entwirft Battiss Briefmarken für die Post von Botswana. Im folgenden Jahr wurde das Walter Battiss Museum in seinem Geburtsort eröffnet.
Im Laufe seines Lebens veröffentlichte Walter Battiss zehn Bücher und zahlreiche Aufsätze im In- und Ausland. Er nahm an zahlreichen Ausstellungen teil und starb am 20. August 1982 im Alter von 76 Jahren an einem Herzinfarkt.
Walter Battiss gilt als der beste Aquarellmaler Südafrikas. Er verbrachte einige Zeit mit Pablo Picasso, als dieser in Paris lebte. Er vertrat Südafrika auf der Biennale in Venedig im Jahr 1950. Sein Gemälde Vater und Sohn in den Felsen, in dem er Elemente der Höhlenmalerei verwendete, war damals so umstritten, dass es im südafrikanischen Parlament diskutiert wurde. Heute ist es im Walter Battiss Art Museum zu sehen.

## Fook Island
Fook Island war Walter Battiss' Reaktion auf die Konzeptkunst-Bewegung der 1970er Jahre, in der das Konzept oder die Idee hinter dem Werk wichtiger war als das fertige Kunstobjekt. Die Idee zu Fook Island entstand, als Walter Battiss viel auf Reisen war. Er war es leid, zu Ausstellungen zu gehen, wo es (für ihn) nichts zu sehen gab, und beschloss, sein eigenes Konzept zu haben. Nachdem er schon viele Inseln bereits hatte, beschloss er, eine „Fake“- oder „Fook“-Insel zu schaffen; das Wort fand er in einem Londoner Telefonbuch.
Für Walter Battiss und seine Anhänger, die Fookians, stand die Insel Fook für kosmische Freiheit und Toleranz. Nachdem er sein Fook-Alphabet erfunden hatte, konnte er das damalige Apartheidsystem kommentieren und die südafrikanische Zensurbehörde, mit der er sich einen erbitterten Kampf lieferte, düpieren. Er schuf seine imaginäre Insel, ein Alphabet, eine Sprache, einen Schöpfungsmythos, Briefmarken, Geldscheine und vieles mehr.
Norman Catherine, genannt Norman King Norman, schuf Vögel und Tiere, um diese Insel zu bevölkern. Walter Battiss ernannte sich selbst zum König Ferd III. von Fook Island, und andere Freunde erhielten entsprechende Titel. Schließlich reiste Walter Battiss mit einem Pass von Fook Island in mehrere Länder und fuhr in Amerika sogar mit einem Führerschein von Fook Island.
Die Entwicklung des Fook-Alphabets war nicht nur ein Spiel; auf seinen Reisen untersuchte er ägyptische Hieroglyphen, vorislamische Kalligraphie im Jemen und Graffiti, wohin er auch reiste. Die Schriftart Fook findet sich auf den Computern der Fookianer.
In Fook Nooks, einer von ihm und seinen Freunden herausgegebenen Zeitung, schrieb er viele originelle Gedanken über Fook:
- Ein fookianischer Zeitvertreib ist das Spielen der saitenlosen Laute
- Fook beitreten – Fookfillment erreichen
- Fookianer glauben an die Sinnhaftigkeit des leeren Raums und der fruchtbaren Leere.
- Menschen, die zufällig Fookian werden, sind als Flukians bekannt

Fook Island und King Ferd leben weiter in seinen Schriften, seinen Gemälden, den vielen Artikeln, die über ihn geschrieben wurden, in der Erinnerung seiner Freunde und natürlich in dem Museum in Somerset East, wo ein kleiner Junge einst begann, seine einzigartige Kreativität und seine einzigartige Persönlichkeit zu entwickeln.